# 3067 Ahmatova
A 3067 Akhmatova (ideiglenes jelöléssel 1982 TE2) a Naprendszer kisbolygóövében található aszteroida. Ljudmila Vasziljevna Zsuravljova és Ljudmila Georgijevna Karacskina fedezte fel 1982. október 14-én. Anna Ahmatova szovjet-orosz költőről nevezték el.